# Mavinga Nationalpark
Mavinga Nationalpark (portugisisk: Parque nacional de Mavinga) er en nationalpark der ligger i det sydøstlige Angola er den største af Angolas ni nationalparker, og har et areal på 46.000 km². Sammen med den tilstødende Luengue-Luiana Nationalpark udgør den det største naturreservat i Afrika med nationalparkstatus og er en del af det grænseoverskridende Kavango-Zambezi grænseoverskridende bevaringsområde.

## Fauna og flora
Pattedyrene i parken omfatter blandt andet: Afrikansk elefant, hyænehund, elsdyrantilope, gepard, storkudu, hyæne, afrikansk bøffel, leopard, løve, flodhest, nordlig giraf, sabelantilope, sort næsehorn, zebra, oksegnu og topi. Vegetationen består overvejende af galleriskov, græssteppe, miombo, savanne og andre skovtyper.

## Farer
Siden 2022 har dyre- og planteverdenen været truet af et stort antal illegale diamantminearbejdere, der er indvandret især fra Den Demokratiske Republik Congo. De dræber de vilde dyr med tunge våben, for at få mad og fælder træerne for at lave bål. På grund af nationalparkens enorme størrelse er de 45 rangers ikke i stand til at beskytte dyrebestanden. Derudover er der udbredt krybskytteri fra organiserede bander, der sælger kød fra beskyttede dyr på markeder. Der er risiko for, at hele dyrearter uddør. Desuden bliver tusindvis af brande påsat af lokale bønder, for at ødelægge skovområder og bruge dem til landbrug eller husdyravl. Da dette blev rapporteret, stillede regeringen tre køretøjer til rådighed for at forstærke rangerne, men der vil, ifølge lederen af nationalparkvagterne, Paolo Domingos, være behov for mindst 1.000 rangers for at beskytte området.